# Port lotniczy Luanda
Port lotniczy Luanda - Quatro de Fevereiro (IATA: LAD, ICAO: FNLU) – międzynarodowy port lotniczy położony w pobliżu Luandy. Quatro de Fevereiro oznacza po portugalsku 4 lutego, święto narodowe w Angoli z okazji rozpoczęcia walki zbrojnej z reżimem kolonialnym Portugalii 4 lutego 1961 roku.

## Linie lotnicze i połączenia
| Linia Lotnicza       | Kierunek |
| -------------------- | --- |
| Air France           | 1. Paryż-Charles de Gaulle 2. Pointe-Noire |
| Airlink              | 1. Johannesburg |
| Asky Airlines        | 1. Lomé |
| Brussels Airlines    | 1. Bruksela 2. Kinszasa |
| Emirates             | 1. Dubaj |
| Ethiopian Airlines   | 1. Addis Abeba |
| Fly Angola           | 1. Benguela 2. Dundo 3. Saurimo |
| Kenya Airways        | 1. Brazzaville 2. Nairobi |
| Lufthansa            | 1. Frankfurt |
| Qatar Airways        | 1. Doha |
| Royal Air Maroc      | 1. Casablanca |
| TAAG Angola Airlines | 1. Abidżan 2. Brazzaville 3. Kabinda 4. Kapsztad 5. Catumbela 6. Dundo 7. Harare 8. Huambo 9. Johannesburg 10. Kinszasa 11. Kuito 12. Lagos 13. Lizbona 14. Lubango 15. Luena 16. Lusaka 17. Madryt 18. Maputo 19. Menongue 20. Namibe 21. Ondjiva 22. Pointe-Noire 23. Sal 24. São Paulo-Guarulhos 25. São Tomé 26. Saurimo 27. Soyo 28. Uíge 29. Windhuk Sezonowo: 1. Hawana 2. Porto |
| TAP Portugal         | 1. Lizbona 2. Porto |
| Turkish Airlines     | 1. Libreville 2. Stambuł |